# Jimmy Kelly
Jimmy Kelly (Ballybofey, 1911 - novembre de 1970) fou un futbolista irlandès de la dècada de 1960.
Pel que fa a clubs, defensà els colors de Derry City, Shamrock Rovers i Dundalk. Fou internacional amb la selecció d'Irlanda unificada (IFA) i amb l'Estat Lliure d'Irlanda (FAI).

## Palmarès
Derry City
- Copa irlandesa de futbol 1
  - 1949